# 諸葛雙忠祠
諸葛雙忠祠位於四川省德陽市綿竹市，文物遺址年代判定為清。2012年7月16日公佈為第八批四川省文物保護單位。
諸葛雙忠祠位於四川省德陽市綿竹市劍南鎮茶盤街，占地面積15840平方公尺，建築面積為1168平方公尺。雙忠祠內山門、拜殿、啟聖殿為清代建築，東西廂房為“5.12”地震後重建。祠內的諸葛瞻父子墓塚保存完整，墓塚為晉代修造，墓碑為清代康熙年初立，是重要的三國歷史文化遺跡之一，是傳承和弘揚忠孝文化的重要場所。諸葛雙忠祠展現了清代建築的營造技術，具有較高的三國歷史文化和古建築研究價值。1991年，諸葛雙忠祠被德陽市人民政府公佈為市級文物保護單位。